# Wachampa
Wachampa es una variedad cultivar de ciruelo (Prunus salicina), de las denominadas ciruelas japonesas (aunque las ciruelas japonesas en realidad se originaron en China, fueron llevadas a los EE. UU. a través de Japón en el siglo XIX, donde por su cultivo se habian originado nuevas variedades autóctonas).
Una variedad que crio y desarrolló a finales del siglo XIX Luther Burbank en Santa Rosa (California), siendo un híbrido resultado del cruce de 'Dakota Sand Cherry' x 'Sultan'.
Las frutas tienen una pulpa bastante suave, muy jugosa, con un sabor dulce. Tolera las zonas de rusticidad según el departamento USDA, de nivel 5 a 9.

## Historia
'Wachampa' variedad de ciruela, de las denominadas ciruelas japonesas con base de Prunus salicina, que fue desarrollada y cultivada por primera vez en el jardín del famoso horticultor Luther Burbank en Santa Rosa (California) mediante una hibridación de la variedad autóctona norteamericana 'Dakota Sand Cherry' como "Parental Madre" x polen de 'Sultan' como "Parental Padre". Burbank realizaba investigaciones en su jardín personal y era considerado un artista del fitomejoramiento, que intentaba muchos cruces diferentes mientras registraba poca información sobre cada experimento.
Las ciruelas 'Wachampa' se desarrollaron a finales del siglo XIX en Santa Rosa, una ciudad en el condado de Sonoma en el norte de California. La variedad 'Wachampa' recibió su nombre por un vocablo de la lengua de los indios sioux que significa “cereza de sangre”. Introducido en los circuitos comerciales en 1910.

## Características
'Wachampa' árbol medio y vigoroso, siendo su fuerte crecimiento erguido una característica notable de la variedad, extendido, bastante productivo. Flor blanca, parcialmente autocompatible en su polinización, buenos polinizadores son 'Santa Rosa', 'Friar' y 'Laroda', está considerada buena polinizadora para otras variedades, y puede tener una floración muy extendida según las condiciones climáticas.
'Wachampa' tiene una talla de fruto muy pequeño, de forma redonda o algo achatado, siendo tanto su pulpa y hueso similar a la cereza, se comparan favorablemente con las cerezas dulces de pulpa roja púrpura de California, pero son demasiado grandes para ser clasificadas como cerezas; con una línea de sutura poco profunda; epidermis delgada, delicada, tersa y tierna con un color rojo opaco muy oscuro, casi negro, cubierta de lenticelas diminutas blanquecinas con una capa de pruina ligera; cavidad ancha, abierta; pedúnculo corto, fuerte; pulpa roja, y tiene una textura firme, jugosa y a diferencia de muchas otras ciruelas, tiene un sabor rico y dulce.
Hueso adherido, muy pequeño, redondeado, solo ligeramente aplanado.
Su tiempo de recogida de cosecha se inicia en su maduración de principios a mediados de julio. Calidad buena a excelente.

## Usos
Una buena ciruela de postre fresco en mesa, y numerosas aplicaciones culinarias.